# Eutelia subpolychorda
Eutelia subpolychorda là một loài bướm đêm trong họ Noctuidae.